# Cercedilla
Cercedilla – miejscowość w Hiszpanii we wspólnocie autonomicznej Madryt, 57 km na północny zachód od Madrytu. Otoczone pasmem górskim Sierra de Guadarrama. Nieopodal znajduje się słynny hiszpański stok narciarski Puerto de Navacerrada. To miasto rodzinne Francisco Fernández Ochoa (1950-2006), alpejskiego zawodnika, znanego z tego, że jest pierwszym (i jedynym) Hiszpanem, który zdobył złoty medal na Zimowych Igrzyskach Olimpijskich. 